# Бомануар, Филипп де
Фили́пп де Реми́, сьёр де Бомануа́р или просто Филипп де Бомануар (фр. Philippe de Rémi, sire de Beaumanoir, между 1247 и 1254—7 января 1296) — французский юрист, королевский чиновник, составитель Кутюмов Бовези. Сын поэта Филиппа, сьёра де Бомануа́р.

## Биография
Филипп де Бомануар принадлежал к дворянской фамилии в Бретани. В 1289 году он отправился в качестве посланника Филиппа IV Французского в Рим. Бомануару принадлежит важное для понимания старофранцузского права сочинение «Кутюмы Бовези» (свод местных правовых обычаев — кутюмов), которое было выпущено в свет с примечаниями и глоссариями Ла-Томассьером (Париж, 1690). На него часто и с восхищением ссылается Монтескьё.
Долгое время Бомануару приписывали ряд стихотворных произведений, однако новейшие[когда?] исследования выявили, что автором их был его отец, которого также звали Филипп де Реми.